# Справедливый мир
Белорусская партия левых «Справедливый мир» (бел. Беларуская партыя левых «Справядлівы свет», до 2009 года Партия коммунистов Белорусская, сокр. ПКБ) — политическая партия в Республике Беларусь.
Основана в 1991 году в результате приостановления деятельности КПБ — КПСС на территории Республики Беларусь. В 1996 году часть членов ПКБ, которые поддерживали политику А. Лукашенко, отделилась от партии и образовала пропрезидентскую Коммунистическую партию Беларуси. В настоящее время партия Справедливый мир выступает против режима президента Александра Лукашенко. С 1994 года бессменным лидером (председателем) партии являлся Сергей Калякин, заместителями председателя являются Алексей Елисеев, Анатолий Лашкевич, Константин Мищенко, Валерий Ухналёв, Наталья Маглыш.
Партия имеет разветвлённую сеть региональных организаций. Входит в состав Европейских левых (с 2009 года).
По состоянию на 1 марта 2007 года, в партии состояло 3128 человек.
30 июня 2023 года стало известно о решении Министерства юстиции Республики Беларусь об отказе в перерегистрации партии.
29 сентября 2023 года Верховный суд Беларуси ликвидировал Белорусскую партию левых «Справедливый мир».

## Современный этап
2 декабря 2006 года был проведён XI съезд партии, также ставший внеочередным. На нём было принято решение о создании «Союза левых партий» в качестве соучредителя. 17 декабря того же года в Чернигове была проведена учредительная конференция Союза политических партий «Союз левых партий», в который помимо коммунистов вошли также Белорусская социал-демократическая партия (Громада) и Белорусская партия женщин «Надзея». На конференции были приняты устав и программа Союза, а также избраны его руководящие органы. Тем не менее, попытки государственной регистрации организации оказались безуспешными.
2 августа 2007 года Верховный суд приостановил деятельность ПКБ на шесть месяцев. 4 января 2008 Минюст подал в Верховный суд иск о ликвидации ПКБ. В январе 2008 года Минюст обратился с ходатайством в Верховный Суд о приостановлении производства по иску о ликвидации ПКБ, и в феврале 2008 года деятельность партии была возобновлена.
В 2009 году ПКБ сменила название на Белорусская партия объединённых левых «Справедливый мир». 22 января Министерство юстиции зарегистрировало партию под новым названием «Белорусская партия левых „Справедливый мир“». Слово «объединённых» из названия было удалено по требованию Министерства юстиции, так как партия не проводила никакого объединения ни с какой другой организацией.
В 2017 году партия принимала активное участие в протестах против налога на безработицу, введённого властями Беларуси.
В 2018 году партия выдвинула своих кандидатов на выборы в местные Советы депутатов 28-го созыва.
В 2019 г. партия приняла участие в выборах депутатов Палаты представителей Национального собрания. В обращении к избирателям, принятом на ХХI съезде партия заявила о необходимости сокращения предельной продолжительности рабочего дня до 7 часов и рабочей недели до 35 часов при сохранении дохода трудящихся, а также сокращения расходов на содержание силовых структур и государственного аппарата. Помимо этого, в обращении содержались требования удвоить расходы на медицину и образование.
Накануне выборов Президента Республики Беларусь в 2020 году, партия заявила о невозможности своего участия в данной политической кампании и назвала назначение выборов в условиях эпидемии коронавируса Covid-19 преступным и безответственным. В то же время, партия призвала членов избирательных комиссий всех уровней, несмотря на давление вертикали власти, открыто и честно подсчитать голоса избирателей, а работников правоохранительных органов строго следовать букве закона и отказаться от провокаций и силовых действий в отношении белорусских граждан.

## Эмблема
Эмблема представляет собой две стилизованные буквы «С» («Справядлівы свет»), вписанные в красный квадрат. Боковую и центральную букву разделяет красная полоса. Центральная буква стилизована под птицу — белого голубя, который символизирует стремление к совершенству и счастью, является символом мира, любви и надежды. Красный квадрат символизирует совершенство и стабильность.

## Идеология
Согласно Программе, Белорусская партия левых "Справедливый мир" выражает и отстаивает интересы людей, работающих по найму, живущих на доходы от собственной трудовой деятельности или получающих пенсии, стипендии и другие социальные пособия, ставит перед собой цель построения в Республике Беларусь социализма – общества народовластия, социальной справедливости, равенства, солидарности и свободы.
При анализе тенденций развития общества Партия «Справедливый мир» исходит из классового подхода к явлениям общественной жизни и применяет диалектико-материалистический метод познания, разработанный и развитый основоположниками научного коммунизма К.Марксом, Ф.Энгельсом, В.И.Лениным. Партия осознаёт необходимость дальнейшей научной разработки теории социализма и ведёт бескомпромиссную борьбу против антикоммунизма во всех его формах и проявлениях.
Партия рассматривает историю человечества с марксистских позиций, с позиций борьбы за власть над средствами производства и распределением результатов труда, и убеждена, что движение к коммунизму – обществу, в котором высокоразвитые производительные силы и справедливые производственные отношения решат проблему удовлетворения разумных материальных потребностей человека и сделают ненужной эту борьбу, – есть объективная необходимость устойчивого развития человечества.
Основными ценностями партии являются свобода, равенство, солидарность, социальная справедливость и народовластие. Партия рассматривает свободу, равенство, солидарность, социальную справедливость и демократию в качестве равноценных составляющих социалистического общества.
Белорусская партия левых «Справедливый мир» рассматривает себя как составную часть международного коммунистического движения и стремится активно развивать межпартийные связи. В практической деятельности Партия «Справедливый мир» исходит из того, что коммунисты каждой страны, анализируя и оценивая реальное положение дел, выбирают конкретные пути и методы достижения своих целей самостоятельно.

## История

### Становление
24 августа 1991 года, через три дня после окончания августовского путча ГКЧП, была открыта внеочередная сессия Верховного Совета Республики Беларусь XII созыва. На следующий день депутатами было принято решение о приостановлении деятельности КПБ — КПСС на территории республики, при этом 86 % депутатов, поддержавших решение, сами были членами партии. Окончательное решение вопроса о судьбе компартии откладывалось до получения результатов расследования деятельности ГКЧП. В обществе резко усилились антикоммунистические настроения, начался массовый выход из партии, лидеры оппозиции заявляли об окончательном крахе коммунистического движения.
В этих условиях члены КПБ, не разочаровавшиеся в её идеалах, начали подготовку к воссозданию партии, добиваясь отмены постановления о приостановлении деятельности. 25 октября был создан Инициативный комитет по возобновлению Компартии Беларуси и её обновлению, сопредседателями которого стали первый секретарь Гродненского обкома КПБ Владимир Семёнов и водитель-инструктор автопарка города Кобрина Алексей Кривушко. Учитывая антикоммунистическую настроенность Верховного совета, было решено создать новую партию под рабочим названием «Партия коммунистов Республики Беларусь». Началась подготовка к проведению учредительного съезда, открывшегося 7 декабря 1991 года в Минске. Съезд в составе 281 депутата единодушно принял программное заявление, согласно которому Партия коммунистов Беларуси «наследует лучшие традиции КПБ и решительно отмежёвывается от тех должностных лиц КПСС и КПБ, которые скомпрометировали партию, предали её идеалы», также был принят устав. В состав новой партии вошло 14 тысяч человек, из них 11 тысяч были ранее членами КПБ. 25 человек было избрано в состав руководящего органа партии — Политисполкома, 7 человек составило Центральную ревизионную комиссию. 7 января 1992 года состоялось совместное заседание обоих органов, на котором сопредседателями Политисполкома были избраны Владимир Семёнов, Анатолий Лашкевич, Иван Коротченя и Виктор Чикин. Решение о регистрации партии Верховным Советом было принято только 26 мая 1992 года, после того, как была удовлетворён иск представителей партии Сергея Калякина и Анатолия Лашкевича в Верховный суд.
3 февраля 1993 года Верховным Советом было отменено решение о приостановлении деятельности КПБ, что создало ситуацию параллельного существования двух компартий в республике. Практически сразу началась работа по объединению обеих партий, дискуссионным оставался лишь вопрос о руководстве — лидеры КПБ Анатолий Малофеев и Алексей Камай рассчитывали на то, что ПКБ вольётся в состав КПБ, на что Политисполком ПКБ, состоявший преимущественно из более молодых деятелей коммунистического движения, был не согласен. 25 апреля того же года на XXXII (внеочередном) съезде КПБ было принято решение о вхождении КПБ в состав ПКБ, становившейся правопреемницей Компартии БССР.
29—30 мая состоялся II съезд ПКБ, на котором правом решающего голоса обладали как 319 делегатов организаций ПКБ, так и все 290 делегатов XXX съезда КПБ. На съезде, названном «объединительным», было подтверждено вхождение КПБ в ПКБ, приняты программа и новая редакция устава партии, Политисполком ПКБ был преобразован в Центральный Комитет. Было избрано руководство партии в составе 7 человек, в него вошли Анатолий Лашкевич, Сергей Калякин, Михаил Качан, Виктор Чикин, Иван Акинчиц, Василий Новиков и Владимир Семёнов. Секрётарём ЦК и фактическим лидером партии стал Анатолий Лашкевич. Главной задачей коммунистов на съезде было объявлено восстановление системы Советов народных депутатов, в связи с чем усилия партии было решено направить на недопущении формирования института президентства «как буржуазной формы правления». Съезд также принял решение о вхождении партии коалицию Народное движение Беларуси, поддерживающую премьер-министра Вячеслава Кебича. Несмотря на то, что депутатами Верховного Совета было 26 членов партии, вопрос о введении поста президента был решён положительно, причём депутаты-коммунисты, за исключением секретаря ЦК Михаила Качана, также поддержали это решение, нарушив тем самым постановление съезда. Среди проголосовавших за введение поста президента были и 7 членов ЦК ПКБ.

### Партия в 1994—1996 годах

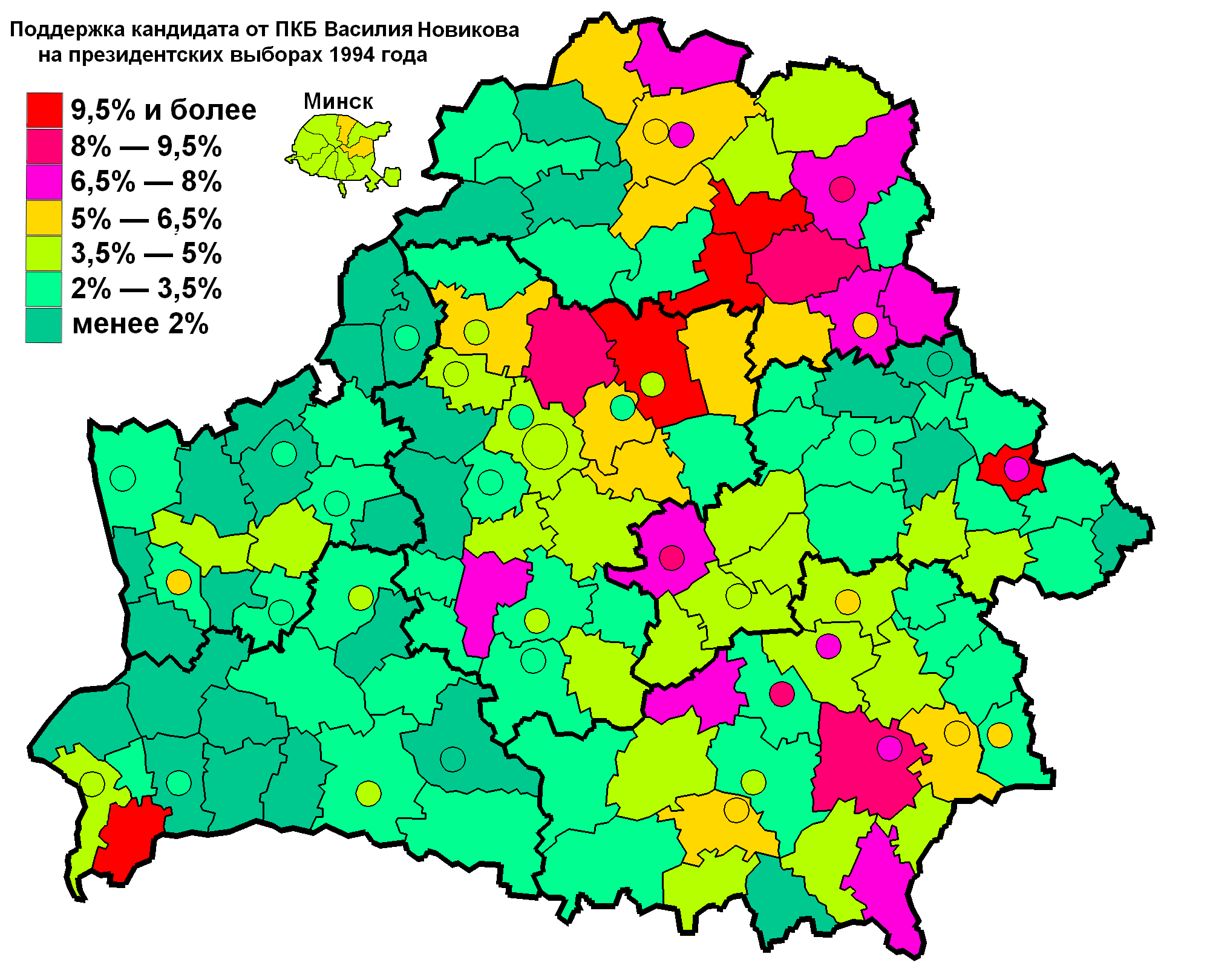
Поддержка кандидата от ПКБ Василия Новикова на президентских выборах 1994 года по районам

После дискуссии в рядах партии было решено принять участие в выборах президента, кандидатом от партии был выдвинут Василий Новиков, в поддержку которого было собрано около 200 тысяч подписей избирателей. По результатам первого тура Василий Новиков набрал 4,2 % голосов, заняв последнее место среди шести кандидатов. Перед вторым туром ЦК партии рекомендовало своим сторонникам не поддерживать ни Кебича, ни Лукашенко, победивших в первом туре. После победы Лукашенко лидеры КПБ поздравили его и обещали поддержать в деле борьбы с коррупцией. Вскоре было ЦК приняло решение о выходе из Народного движения Беларуси. Несмотря на неудачу на выборах, количество членов партии за 1994 года увеличилось на 3 тысячи, достигнув 18 тысяч членов. На 1 декабря 1994 года ПКБ имела 150 райкомов и горкомов и 909 первичных организаций.
17 декабря 1994 года открылся III съезд партии, к началу которого был приурочен выпуск первого номера партийной газеты «Товарищ». Главным решение съезда было введение поста первого секретаря ЦК и единогласное избрание на эту должность Сергея Калякина. Согласно новой редакции закона «О политических партиях», в названиях политических партий не могло быть использовано официальное название государства, причём как полная («Республика Беларусь»), так и сокращённая версии (Беларусь). В связи с этим партия была переименована в Партию коммунистов Белорусскую.
В мае 1995 года в стране состоялись парламентские выборы, которые ПКБ выиграла, набрав 22 % голосов и получив 45 мест в Верховном Совете XIII созыва. Вскоре депутаты от ПКБ образовали в парламенте фракцию, уступавшую по числу членов только пропрезидентской фракции «Згода» («Согласие», 61 член) и фракции аграриев (49 членов). Лидером фракции коммунистов единогласно был избран Сергей Калякин. На выборах председателя Верховного Совета Калякин занял второе место, уступив в первом туре лидеру фракции аграриев Семёну Шарецкому. По договорённости с аграриями, Перед вторым туром Калякин снял свою кандидатуру и призвал коммунистов голосовать за Шарецкого, ставшего председателем парламента и назначившего своим первым заместителем коммуниста Василия Новикова. Калякин вошёл в состав Президиума Верховного Совета. Одновременно с парламентскими выборами состоялся и инициированный президентом референдум. Из четырёх вынесенных на него вопросов ПКБ поддержала два: изменение государственной символики и придание русскому языку статуса государственного, выступив против изменения Конституции.
Фракция коммунистов отличалась умеренной оппозиционностью по отношению к президенту Лукашенко. Совместно с аграриями, коммунисты добились возвращения отменённых указом президента льгот ветеранам, инвалидам, чернобыльцам, сельским врачам и учителям, а также военнослужащим. Депутаты от ПКБ сорвали инициативу президента об установлении квартирной платы, исходя из общей, а не жилой, площади. Верховным Советом XIII созыва были отменены льготы и привилегии, установленные для депутатов Верховным Советом предыдущего созыва, был принят закон «Об отзыве депутатов», закон о придании статуса первоочередного платежа заработной плате и другие нормативно-правовые акты, принятие которых было инициировано коммунистами. Фракция «Согласие» сорвала предложение депутатов ПКБ о признании распада СССР противоречащим воле народа и политически ошибочным. Не удалось коммунистам и добиться возвращения партийной собственности КПБ.

### Политический кризис 1996 года и раскол партии
В мае и июне 1996 года ЦК партии проанализировал итоги правления и программные документы президента Лукашенко и пришёл к выводу, что его политика носит антинародный характер, в связи с чем ПКБ отказывается от его поддержки. Постепенно усиливающиеся противоборство между парламентом и президентом привело к острому политическому кризису. Летом 1996 года Александр Лукашенко выступил с инициативой проведения нового республиканского референдума, главным вопросом которого было принятие поправок к Конституции, расширяющих права президента и превращающих республику из парламентско-президентской в президентскую. ПКБ выступила резко против проведения референдума, расценив предложенный вариант конституции как «пробуржуазный и антидемократический», открывающий путь к авторитаризму, также коммунисты остались недовольными идеей продления срока полномочий президента и Верховного Совета XIII созыва и проведением референдума в День Октябрьской революции (7 ноября). Совместно с фракцией аграриев депутаты от ПКБ разработали собственный проект Конституции, предусматривавший ликвидацию поста президента и развитие местного самоуправления.
Подготовка к референдуму проходила в условиях жёсткого прессинга со стороны исполнительной власти, в государственных СМИ была начала пропагандистская кампания против ПКБ и других оппозиционных по отношению к Лукашенко партий. Посредничество со стороны российских политиков также не дало результатов. В Верховном Совете начался процесс сбора подписей под обращением в Конституционный суд об импичменте президента в связи с многочисленными нарушениями Конституции, вызвавший раскол фракции коммунистов. 19 октября 1996 года группой коммунистов, не согласных с политикой ЦК партии, объявила о создании Организационного комитета по созданию Коммунистической партии Белоруссии, который возглавили бывшие лидеры КПБ Анатолий Малофеев, Алексей Камай, а также примкнувший к ним секретарь ЦК ПКБ Виктор Чикин. Было заявлено о проведении XXIII съезда КПБ, который должен был отменить решение предыдущего съезда о вхождении в состав ПКБ и стать тем самым учредительным съездом новой партии. 24 ноября 1996 года был проведён референдум, окончился полной победой президента. Несмотря на то, что, согласно решению Конституционного суда, итоги референдума носили консультационный характер, Верховный Совет был распущен, а из его членов, поддерживающих политику Лукашенко, создана нижняя палата нового парламента, председателем которой стал Анатолий Малофеев.
18—19 января 1997 года состоялся IV съезд ПКБ, оценивший события конца 1996 года как государственный переворот, направленный на установление единоличной власти президента. Одновременно с этим было заявлено, что партия будет поддерживать конструктивные действия Лукашенко. Создание КПБ было признано незаконным, так как, согласно закону «О политических партиях», уставу КПСС и уставу ПКБ, решение о судьбе партии должны приниматься на съезде ПКБ, руководящем органе партии-правопреемницы КПБ. В результате раскола в ПКБ осталось от 8 до 10 тысяч членов. 13 июля 1997 года пленум ЦК ПКБ принял решение об исключении из рядов партии 20 человек, не подчинившихся решению партии и подавших заявки на вступление в Палату представителей, ещё двое были исключены ранее за раскольническую деятельность. 20 членов ПКБ осталось в составе не признавшего собственную ликвидацию Верховного Совета.
Постепенно КПБ приобретала черты партии власти. Управляющий делами ЦК КПБ Леонид Школьников, заведовавший идеологией партии, сумел добиться переключения части контактов с российскими коммунистами на собственную партию (например, КПБ является членом федерации СКП — КПСС). Несмотря на попытки дискредитации ПКБ на международном уровне, ей удалось сохранить большинство связей с европейскими коммунистическими организациями.

### Партия в 1999—2004 годах
6 — 8 марта 1999 года был проведён V съезд ПКБ, подтверждавший решения, принятые на IV съезде. В середине года Александр Лукашенко предпринял попытку начать диалог с оппозицией, для чего оппозиционные партии, в том числе и ПКБ, организовали Консультативный Совет и выработали единую стратегию переговоров с президентом. Тем не менее, переговоры зашли в тупик и не дали результатов. В 2000 году властью было объявлено о проведение форума с представителями гражданского общества, ЦК ПКБ решил принять участие в диалоге и сформировал круг важнейший с точки зрения партии проблем: катастрофическое обнищание граждан как результат неудовлетворительной экономической и социальной политики, создание условий для проведения осенью 2000 года демократических и равноправных парламентских выборов, изменение полномочий и структуры избираемого парламента, изменение избирательного законодательства. Предложения политических партий у власти интереса не вызвали и диалог был прерван.
В августе 2000 года открылся VI съезд партии, приуроченный к парламентским выборам. На первом заседании, состоявшемся 19 августа, было принято решение принять участие в выборах и выдвинуто в качестве кандидатов в депутаты Палаты представителей 75 членов ПКБ. В результате выборов партия не смогла провести ни одного депутата, что властями трактовалось как итог всеобщей поддержки политики президента. 28 октября 2000 года состоялось второе заседание VI съезда, на котором избирательная кампания была признана нечестной. 27 января 2001 года на третьем заседании съезда было обсуждено отношение партии к предстоящим президентским выборам. В качестве кандидата в президенты от партии был выдвинут председатель ЦК Сергей Калякин, но требуемого количества подписей (100 тысяч) в его поддержку собрать не удалось. В связи с этим ЦК партии принял решение о необходимости объединения оппозиционных партий для борьбы за президентское кресло. В мае пятью кандидатами на пост президента от оппозиции была сформирована так называемая «пятёрка», в результате переговоров принявшая решение о выдвижении в качестве единого кандидата председателя Федерации профсоюзов Владимира Гончарика. В специальном обращении Сергей Калякин, что, хотя это решение является компромиссом, позиции профсоюзов и коммунистов близки, а политические взгляды Владимира Гончарика «не могут вызвать у нас какого-то отторжения». Тем не менее, на состоявшихся 9 сентября 2001 года выборах победу одержал Александр Лукашенко, Владимир Гончарик, по официальным данным, получил лишь 15,65 % голосов избирателей.
23 декабря 2001 года было проведено четвёртое заседание съезда партии, на котором были утверждены первоочередные задачи ПКБ на 2002 год: совершенствование программы и организации партии, инициирование и организация массовых протестов, подготовка к участию в выборах местных Советов и увеличение числа сторонников и членов партии. Также было заявлено о необходимости консолидации оппозиции, для чего 31 января 2002 года планировалось провести общенациональные акции протеста. По настоянию отдельных членов партии было проведено тайное голосование о доверии председателю ЦК Сергею Калякину. Из 67 членов партии, принимавших участие в заседании, Калякина поддержало 64 человека, 2 проголосовали против, 1 бюллетень был признан недействительным.
31 января состоялись акции протеста, в которых участвовали члены ПКБ, Белорусской партии труда, Федерации профсоюзов Белорусской, Рабочего союза, ЛКСМБ и представители производственных коллективов. По оценке организаторов, под лозунгами «Нет росту цен!», «Зарплату и пенсии — на уровень цен!», «Нет платной медицине!», «Где обещанная зарплата в 100 долларов?» в демонстрациях участвовали десятки тысяч человек. Акции протеста с участием ПКБ прошли также 1 мая, 28 мая, 1 сентября, 7 ноября и 1 декабря 2002 года.
На VII съезде партии, состоявшимся 23 — 24 мая 2003 года, была принята стратегия действия на ближайший период, выраженная в лозунге «От диктатуры через демократию — к социализму!». Кроме того, была принято новая программа ПКБ, в которую был включён перечень основных ценностей партии (свобода, равенство, солидарность, социальная справедливость, демократия), в ней давались оценки состояния развития белорусского общества, а также анализировались причины краха социализма в СССР. Была сформулирована программа-минимум, сутью которой был переход к правовому государству, проведение честных выборов, расширение полномочий представительских органов, то есть решение общедемократических задач. Программа-максимум заключалась в развороте государственной политики и начале строительства социалистического общества. В ходе выполнения программы-минимум было заявлено о готовности широкого сотрудничества со всеми демократическими организациями страны. Было принято решение о вступлении партии в коалицию «Пятёрка плюс» (кроме ПКБ, в её состав входили ОГП, БСДГ, БПТ, Партия БНФ и Белорусская партия «Зелёные») и разработке совместной программы действия «Пять шагов к лучшей жизни».
7 сентября 2004 года Александр Лукашенко объявил о своём намерении провести референдум, который должен был ему позволить участвовать в президентских выборах неограниченное число раз (изначально количество президентских сроков ограничивалось двумя). ПКБ и другие оппозиционные партии выступили резко против изменения Конституции, но их мнение было проигнорировано. В результате референдума, состоявшегося 17 октября, поправка была принята. Одновременно с референдумом были проведены и парламентские выборы, по итогам которых кандидаты от ПКБ не получили ни одного места в Палате представителей. 7 ноября 2004 года на VII пленуме ЦК ПКБ было заявлено, что «правящий режим уже не имеет поддержки в той степени, которая позволяла бы ему удерживать власть легитимным путём», но оппозиция ещё не достигла того уровня общественного влияния, при котором она могла бы трансформировать недовольство граждан в активную его форму. Для исправления ситуации было решено продолжить курс на консолидацию демократических сил. На следующих двух пленумах ЦК, состоявшихся 27 февраля и 25 сентября 2005 года, этот курс был подтверждён, также было принято решении о необходимости выдвижения единого кандидата от оппозиции на предстоящих выборах и участие коммунистов в его команде вне зависимости от того, кто персонально займёт его место.
Постепенно усиливалось давление на партию со стороны власти. В 2004 году партийная газета ПКБ «Товарищ» была исключена из подписного каталога и розничной продажи через сеть газетных киосков «Белсоюзпечати», а государственное издательство «Белорусский дом печати» отказалось её печатать. До настоящего времени газета издаётся за рубежом и распространяется в частном порядке. Ещё в июле 2002 года президент Лукашенко на встрече с депутатами от КПБ заявил, что считает параллельное существование двух коммунистических партий ненормальным и предложит провести объединение. Руководство КПБ идею поддержало, но ЦК ПКБ предложил для начала организовать широкую дискуссию на эту тему. В июле 2006 года КПБ распространило заявление о подготовке «воссоединительного» съезда обеих партий на платформе КПБ. Одновременно была проведена направленная на дискредитацию ПКБ кампания в СМИ. 15 июля 2006 года съезд был проведён, однако ни одна партийная организация ПКБ не выдвинула на него своих делегатов, собравшись в тот же день на X (внеочередной) съезд ПКБ, на котором было заявлено о продолжение деятельности партии.

### Ликвидация
2 июня 2023 года партия подала документы на перерегистрацию без списка членов из соображений безопасности. 30 июня Минюст отказал в перерегистрации. 26 сентября Верховный суд отклонил жалобу на отказ ведомства перерегистрировать «Справедливый мир». 29 сентября 2023 года партия была официально ликвидирована Верховным судом Белоруссии, что сделало её последней оппозиционной партией распущенной в Белоруссии.

## Депутаты местных Советов от партии
По результатам Выборов в местные Советы депутатов 25 апреля 2010 года из 79 кандидатов от Белорусской партии левых «Справедливый мир» 5 стали депутатами. Александр Галькевич избран депутатом Барановичского горсовета, Владимир Доропей — Брестского райсовета, Иосиф Матиюн — Вилейского райсовета, Наталья Рышард — Свислочского поселкового совета (Пуховичский район), Наталья Солдатова — Глыбовского сельского совета (Речицкий район).
По официальным итогам Выборы в местные Советы депутатов Республики Беларусь (2014) ни один кандидат от партии не смог стать депутатом.